# Trubacz
Trubacz (805 m) – szczyt znajdujący się w grzbiecie ciągnącym się od Przełęczy Pieniążkowickiej (717 m) poprzez Bucznik (783 m), Trubacz i Janiłówkę (817 m) do Przełęczy Sieniawskiej oddzielającej Pogórze Orawsko-Jordanowskie od Gorców. Grzbiet ten oddziela Orawę (po południowej stronie) i Podhale (po północnej stronie), biegnie nim także dział wodny między zlewniami Raby i Dunajca.
Trubacz jest w większości porośnięty lasem, jednak na południowych stokach pod szczytem jest duża łąka, dzięki temu z jego szczytu widać Tatry. Prowadzi przez niego znakowany szlak turystyczny łączący Gorce z Beskidem Orawsko-Podhalańskim.
W regionalizacji fizycznogeograficznej Polski według Jerzego Kondrackiego Trubacz zaliczany jest do Beskidu Orawsko-Podhalańskiego, w nowszej regionalizacji z 2018 roku do Pogórza Orawsko-Jordanowskiego. Przez Trubacz biegnie granica między wsiami Pyzówka (stoki południowe) i Bielanka w województwie małopolskim, w powiecie nowotarskim.
Szlak turystyczny
 Stare Wierchy – Kulakowy Wierch – Przełęcz Sieniawska – Janiłówka – Trubacz – Bielanka – Kierówka – przełęcz Pod Żeleźnicą – Żeleźnica.